# Anne-Marie Monnet
Anne-Marie Monnet (née le 30 juin 1885 à Lille et décédée le 3 décembre 1972 à Cachan) est une écrivaine française d'origine savoyarde, lauréate du prix Femina en 1945.

## Vie privée
Bien que ses racines soient savoyardes, Anne-Marie Monnet a vécu un peu partout. Elle est née à Lille, où son père Eugène Monnet (1853–1925) était professeur de chimie à l'Université catholique. Jeune fille, elle a vécu à Lille et à Versailles (1910–1912), avec plusieurs séjours à Menthon-Saint-Bernard, ville natale de son père, où il possédait encore une maison. En 1913, elle épouse à Menthon le militaire Charles Pissard, puis réside à Veyrier-sous-Salève (Suisse), Menthon, Annecy-le-Vieux et, à partir de 1935, à Cachan, où elle restera jusqu'à sa mort. Le couple a eu une fille, Monique, née en 1922.

## Vie artistique
Jeune peintre, elle fait la rencontre de Cécile Cellier, qui restera toute sa vie une amie proche, et l'introduit auprès d'un cercle d'artistes suisses romands composé notamment de son mari C.F. Ramuz, Élisabeth Krouglikoff, Adrien Bovy et Henry Spiess,.
Elle reçoit, le 6 décembre 1945, le prix Femina pour son seul roman Le Chemin du soleil, décrivant la vie des paysans de Savoie, au cinquième tour de scrutin avec huit voix contre cinq à Botemry de Michel Robida. Même si Anne-Marie Monnet publiera un recueil de trois nouvelles et un autre livre par la suite, sa carrière d'écrivain se limitera principalement à son livre le plus célèbre et primé.

## Œuvre
- 1945 : Le Chemin du soleil, éditions du Myrte – prix Femina
- 1947 : Les Possédés de Hurtebise (nouvelles), éditions du Myrte
- 1960 : Katherine Mansfield suivi du Journal d'Isabelle, éditions du Temps, coll. « Suite pour Isabelle »